# Mistrzostwa Świata w Piłce Nożnej 2022 (eliminacje strefy UEFA)
Eliminacje do Mistrzostw Świata w Piłce Nożnej 2022 w strefie UEFA, które odbyły się w Katarze.

## Format eliminacji
W eliminacjach wzięło udział 55 reprezentacji narodowych, które zostały rozlosowane do 10 grup, w których występowało po 5 i 6 zespołów. Najlepsza drużyna z każdej z 10 grup automatycznie zakwalifikowała się do Mistrzostw Świata, a 10 najlepszych drużyn z drugich miejsc + 2
najlepszych zwycięzców grup Ligi Narodów UEFA, którzy nie zajęli odpowiedniego miejsca w eliminacjach wzięli udział w barażach o pozostałe 3 miejsca.
Komitet UEFA zatwierdził stosowanie systemu Wideoweryfikacji w trakcie eliminacji pod warunkiem uzyskania zgody FIFA.

## Terminarz
| Runda        | Nr kolejki | Termin                  |
| ------------ | ---------- | ----------------------- |
| Faza grupowa | 1.         | 24–25 marca 2021        |
| Faza grupowa | 2.         | 27–28 marca 2021        |
| Faza grupowa | 3.         | 30–31 marca 2021        |
| Faza grupowa | 4.         | 1–2 września 2021       |
| Faza grupowa | 5.         | 4–5 września 2021       |
| Faza grupowa | 6.         | 7–8 września 2021       |
| Faza grupowa | 7.         | 8–9 października 2021   |
| Faza grupowa | 8.         | 11–12 października 2021 |
| Faza grupowa | 9.         | 11–13 listopada 2021    |
| Faza grupowa | 10.        | 14–16 listopada 2021    |

| Runda  | Faza baraży | Termin           |
| ------ | ----------- | ---------------- |
| Baraże | Półfinały   | 24–25 marca 2022 |
| Baraże | Finały      | 28–29 marca 2022 |

## Drużyny biorące udział w eliminacjach
| Drużyna              | Liczba występów w MŚ                                                                                                  | Najlepszy wynik w MŚ                                          |
| -------------------- | --- | ------------------------------------------------------------- |
| Albania              | 0 | –                                                             |
| Andora               | 0 | –                                                             |
| Anglia               | 15 (1950, 1954, 1958, 1962, 1966, 1970, 1982, 1986, 1990, 1998, 2002, 2006, 2010, 2014, 2018)                         | Mistrzostwo (1966)                                            |
| Armenia              | 0 | –                                                             |
| Austria              | 7 (1934, 1954, 1958, 1978, 1982, 1990, 1998)                                                                          | III miejsce (1954)                                            |
| Azerbejdżan          | 0 | –                                                             |
| Belgia               | 13 (1930, 1934, 1938, 1954, 1970, 1982, 1986, 1990, 1994, 1998, 2002, 2014, 2018)                                     | III miejsce (2018)                                            |
| Białoruś             | 0 | –                                                             |
| Bośnia i Hercegowina | 1 (2014) | Faza grupowa (2014)                                           |
| Bułgaria             | 7 (1962, 1966, 1970, 1974, 1986, 1994, 1998)                                                                          | IV miejsce (1994)                                             |
| Chorwacja            | 5 (1998, 2002, 2006, 2014, 2018)                                                                                      | II miejsce (2018)                                             |
| Cypr                 | 0 | –                                                             |
| Czarnogóra           | 0 | –                                                             |
| Czechy               | 9 (1934, 1938, 1954, 1958, 1962, 1970, 1982, 1990, 2006)                                                              | II miejsce (1934, 1962)                                       |
| Dania                | 5 (1986, 1998, 2002, 2010, 2018)                                                                                      | Ćwierćfinał (1998)                                            |
| Estonia              | 0 | –                                                             |
| Finlandia            | 0 | –                                                             |
| Francja              | 15 (1930, 1934, 1938, 1954, 1958, 1966, 1978, 1982, 1986, 1998, 2002, 2006, 2010, 2014, 2018)                         | Mistrzostwo (1998, 2018)                                      |
| Gibraltar            | 0 | –                                                             |
| Grecja               | 3 (1994, 2010, 2014)                                                                                                  | 1/8 finału (2014)                                             |
| Gruzja               | 0 | –                                                             |
| Hiszpania            | 15 (1934, 1950, 1962, 1966, 1978, 1982, 1986, 1990, 1994, 1998, 2002, 2006, 2010, 2014, 2018)                         | Mistrzostwo (2010)                                            |
| Holandia             | 10 (1934, 1938, 1974, 1978, 1990, 1994, 1998, 2006, 2010, 2014)                                                       | II miejsce (1974, 1978, 2010)                                 |
| Irlandia             | 3 (1990, 1994, 2002)                                                                                                  | Ćwierćfinał (1990)                                            |
| Irlandia Północna    | 3 (1958, 1982, 1986)                                                                                                  | Ćwierćfinał (1958)                                            |
| Islandia             | 1 (2018) | Faza grupowa (2018)                                           |
| Izrael               | 1 (1970) | Faza grupowa (1970)                                           |
| Kazachstan           | 0 | –                                                             |
| Kosowo               | 0 | –                                                             |
| Liechtenstein        | 0 | –                                                             |
| Litwa                | 0 | –                                                             |
| Luksemburg           | 0 | –                                                             |
| Łotwa                | 0 | –                                                             |
| Macedonia Północna   | 0 | –                                                             |
| Malta                | 0 | –                                                             |
| Mołdawia             | 0 | –                                                             |
| Niemcy               | 19 (1934, 1938, 1954, 1958, 1962, 1966, 1970, 1974, 1978, 1982, 1986, 1990, 1994, 1998, 2002, 2006, 2010, 2014, 2018) | Mistrzostwo (1954, 1974, 1990, 2014)                          |
| Norwegia             | 3 (1938, 1994, 1998)                                                                                                  | 1/8 finału (1998)                                             |
| Polska               | 8 (1938, 1974, 1978, 1982, 1986, 2002, 2006, 2018)                                                                    | III miejsce (1974, 1982)                                      |
| Portugalia           | 7 (1966, 1986, 2002, 2006, 2010, 2014, 2018)                                                                          | III miejsce (1966)                                            |
| Rosja                | 11 (1958, 1962, 1966, 1970, 1982, 1986, 1990, 1994, 2002, 2014, 2018)                                                 | IV miejsce (1966)                                             |
| Rumunia              | 7 (1930, 1934, 1938, 1970, 1990, 1994, 1998)                                                                          | Ćwierćfinał (1994)                                            |
| San Marino           | 0 | –                                                             |
| Serbia               | 12 (1930, 1950, 1954, 1958, 1962, 1974, 1982, 1990, 1998, 2006, 2010, 2018)                                           | III/IV miejsce (1930)                                         |
| Szkocja              | 8 (1954, 1958, 1974, 1978, 1982, 1986, 1990, 1998)                                                                    | Faza grupowa (1954, 1958, 1974, 1978, 1982, 1986, 1990, 1998) |
| Słowacja             | 1 (2010) | 1/8 finału (2010)                                             |
| Słowenia             | 2 (2002, 2010) | Faza grupowa (2002, 2010)                                     |
| Szwajcaria           | 11 (1934, 1938, 1950, 1954, 1962, 1966, 1994, 2006, 2010, 2014, 2018)                                                 | Ćwierćfinał (1934, 1938, 1954)                                |
| Szwecja              | 12 (1934, 1938, 1950, 1958, 1970, 1974, 1978, 1990, 1994, 2002, 2006, 2018)                                           | II miejsce (1958)                                             |
| Turcja               | 2 (1954, 2002) | III miejsce (2002)                                            |
| Ukraina              | 1 (2006) | Ćwierćfinał (2006)                                            |
| Walia                | 1 (1958) | Ćwierćfinał (1958)                                            |
| Węgry                | 9 (1934, 1938, 1954, 1958, 1962, 1966, 1978, 1982, 1986)                                                              | II miejsce (1938, 1954)                                       |
| Włochy               | 18 (1934, 1938, 1950, 1954, 1962, 1966, 1970, 1974, 1978, 1982, 1986, 1990, 1994, 1998, 2002, 2006, 2010, 2014)       | Mistrzostwo (1934, 1938, 1982, 2006)                          |
| Wyspy Owcze          | 0 | –                                                             |

## Podział na koszyki
Podział na koszyki został dokonany na podstawie rankingu FIFA z dnia 26 listopada 2020 roku.
| Koszyk 1   | Koszyk 1 |
| Zespół     | Miejsce  |
| ---------- | -------- |
| Belgia     | 4        |
| Francja    | 2        |
| Anglia     | 4        |
| Portugalia | 5        |
| Hiszpania  | 6        |
| Włochy     | 10       |
| Chorwacja  | 11       |
| Dania      | 12       |
| Niemcy     | 13       |
| Holandia   | 14       |

| Koszyk 2   | Koszyk 2 |
| Zespół     | Miejsce  |
| ---------- | -------- |
| Szwajcaria | 16       |
| Walia      | 18       |
| Polska     | 19       |
| Szwecja    | 20       |
| Austria    | 23       |
| Ukraina    | 24       |
| Serbia     | 30       |
| Turcja     | 32       |
| Słowacja   | 33       |
| Rumunia    | 37       |

| Koszyk 3          | Koszyk 3 |
| Zespół            | Miejsce  |
| ----------------- | -------- |
| Rosja             | 39       |
| Węgry             | 40       |
| Irlandia          | 42       |
| Czechy            | 42       |
| Norwegia          | 44       |
| Irlandia Północna | 45       |
| Islandia          | 46       |
| Szkocja           | 48       |
| Grecja            | 53       |
| Finlandia         | 54       |

| Koszyk 4             | Koszyk 4 |
| Zespół               | Miejsce  |
| -------------------- | -------- |
| Bośnia i Hercegowina | 55       |
| Słowenia             | 62       |
| Czarnogóra           | 63       |
| Macedonia Północna   | 65       |
| Albania              | 66       |
| Bułgaria             | 68       |
| Izrael               | 87       |
| Białoruś             | 88       |
| Gruzja               | 89       |
| Luksemburg           | 98       |

| Koszyk 5    | Koszyk 5 |
| Zespół      | Miejsce  |
| ----------- | -------- |
| Armenia     | 99       |
| Cypr        | 100      |
| Wyspy Owcze | 107      |
| Azerbejdżan | 109      |
| Estonia     | 109      |
| Kosowo      | 117      |
| Kazachstan  | 122      |
| Litwa       | 129      |
| Łotwa       | 136      |
| Andora      | 151      |

| Koszyk 6      | Koszyk 6 |
| Zespół        | Miejsce  |
| ------------- | -------- |
| Malta         | 176      |
| Mołdawia      | 177      |
| Liechtenstein | 181      |
| Gibraltar     | 195      |
| San Marino    | 210      |

## Grupy
Legenda:
- Pkt – liczba punktów
- M – liczba meczów
- W – zwycięstwa (wygrane mecze)
- R – remisy
- P – porażki
- Br+ – bramki strzelone
- Br− – bramki stracone
- +/− – różnica bramek

### Grupa A
| Lp. | Drużyna     | M | Mecze | Mecze | Mecze | Bramki | Bramki | Bramki | Pkt |
| Lp. | Drużyna     | M | W     | R     | P     | +      | −      | +/−    | Pkt |
| --- | ----------- | - | ----- | ----- | ----- | ------ | ------ | ------ | --- |
| 1.  | Serbia      | 8 | 6     | 2     | 0     | 18     | 9      | +9     | 20  |
| 2.  | Portugalia  | 8 | 5     | 2     | 1     | 17     | 6      | +11    | 17  |
| 3.  | Irlandia    | 8 | 2     | 3     | 3     | 11     | 8      | +3     | 9   |
| 4.  | Luksemburg  | 8 | 3     | 0     | 5     | 8      | 18     | −10    | 9   |
| 5.  | Azerbejdżan | 8 | 0     | 1     | 7     | 5      | 18     | −13    | 1   |

|             | Portugalia | Serbia | Irlandia | Luksemburg | Azerbejdżan |
| ----------- | ---------- | ------ | -------- | ---------- | ----------- |
| Portugalia  | X          | 1:2    | 2:1      | 5:0        | 1:0         |
| Serbia      | 2:2        | X      | 3:2      | 4:1        | 3:1         |
| Irlandia    | 0:0        | 1:1    | X        | 0:1        | 1:1         |
| Luksemburg  | 1:3        | 0:1    | 0:3      | X          | 2:1         |
| Azerbejdżan | 0:3        | 1:2    | 0:3      | 1:3        | X           |

### Grupa B
| Lp. | Drużyna   | M | Mecze | Mecze | Mecze | Bramki | Bramki | Bramki | Pkt |
| Lp. | Drużyna   | M | W     | R     | P     | +      | −      | +/−    | Pkt |
| --- | --------- | - | ----- | ----- | ----- | ------ | ------ | ------ | --- |
| 1.  | Hiszpania | 8 | 6     | 1     | 1     | 15     | 5      | +10    | 19  |
| 2.  | Szwecja   | 8 | 5     | 0     | 3     | 12     | 6      | +6     | 15  |
| 3.  | Grecja    | 8 | 2     | 4     | 2     | 8      | 8      | 0      | 10  |
| 4.  | Gruzja    | 8 | 2     | 1     | 5     | 6      | 12     | −6     | 7   |
| 5.  | Kosowo    | 8 | 1     | 2     | 5     | 5      | 15     | −10    | 5   |

|           | Hiszpania | Szwecja | Grecja | Gruzja | Kosowo |
| --------- | --------- | ------- | ------ | ------ | ------ |
| Hiszpania | X         | 1:0     | 1:1    | 4:0    | 3:1    |
| Szwecja   | 2:1       | X       | 2:0    | 1:0    | 3:0    |
| Grecja    | 0:1       | 2:1     | X      | 1:1    | 1:1    |
| Gruzja    | 1:2       | 2:0     | 0:2    | X      | 0:1    |
| Kosowo    | 0:2       | 0:3     | 1:1    | 1:2    | X      |

### Grupa C
| Lp. | Drużyna           | M | Mecze | Mecze | Mecze | Bramki | Bramki | Bramki | Pkt |
| Lp. | Drużyna           | M | W     | R     | P     | +      | −      | +/−    | Pkt |
| --- | ----------------- | - | ----- | ----- | ----- | ------ | ------ | ------ | --- |
| 1.  | Szwajcaria        | 8 | 5     | 3     | 0     | 15     | 2      | +13    | 18  |
| 2.  | Włochy            | 8 | 4     | 4     | 0     | 13     | 2      | +11    | 16  |
| 3.  | Irlandia Północna | 8 | 2     | 3     | 3     | 6      | 7      | −1     | 9   |
| 4.  | Bułgaria          | 8 | 2     | 2     | 4     | 6      | 14     | −8     | 8   |
| 5.  | Litwa             | 8 | 1     | 0     | 7     | 4      | 19     | −15    | 3   |

|                   | Włochy | Szwajcaria | Irlandia Północna | Bułgaria | Litwa |
| ----------------- | ------ | ---------- | ----------------- | -------- | ----- |
| Włochy            | X      | 1:1        | 2:0               | 1:1      | 5:0   |
| Szwajcaria        | 0:0    | X          | 2:0               | 4:0      | 1:0   |
| Irlandia Północna | 0:0    | 0:0        | X                 | 0:0      | 1:0   |
| Bułgaria          | 0:2    | 1:3        | 2:1               | X        | 1:0   |
| Litwa             | 0:2    | 0:4        | 1:4               | 3:1      | X     |

### Grupa D
| Lp. | Drużyna              | M | Mecze | Mecze | Mecze | Bramki | Bramki | Bramki | Pkt |
| Lp. | Drużyna              | M | W     | R     | P     | +      | −      | +/−    | Pkt |
| --- | -------------------- | - | ----- | ----- | ----- | ------ | ------ | ------ | --- |
| 1.  | Francja              | 8 | 5     | 3     | 0     | 18     | 3      | +15    | 18  |
| 2.  | Ukraina              | 8 | 2     | 6     | 0     | 11     | 8      | +3     | 12  |
| 3.  | Finlandia            | 8 | 3     | 2     | 3     | 10     | 10     | 0      | 11  |
| 4.  | Bośnia i Hercegowina | 8 | 1     | 4     | 3     | 8      | 12     | −4     | 7   |
| 5.  | Kazachstan           | 8 | 0     | 3     | 5     | 5      | 20     | −15    | 3   |

|                      | Francja | Ukraina | Finlandia | Bośnia i Hercegowina | Kazachstan |
| -------------------- | ------- | ------- | --------- | -------------------- | ---------- |
| Francja              | X       | 1:1     | 2:0       | 1:1                  | 8:0        |
| Ukraina              | 1:1     | X       | 1:1       | 1:1                  | 1:1        |
| Finlandia            | 0:2     | 1:2     | X         | 2:2                  | 1:0        |
| Bośnia i Hercegowina | 0:1     | 0:2     | 1:3       | X                    | 2:2        |
| Kazachstan           | 0:2     | 2:2     | 0:2       | 0:2                  | X          |

### Grupa E
| Lp. | Drużyna  | M | Mecze | Mecze | Mecze | Bramki | Bramki | Bramki | Pkt |
| Lp. | Drużyna  | M | W     | R     | P     | +      | −      | +/−    | Pkt |
| --- | -------- | - | ----- | ----- | ----- | ------ | ------ | ------ | --- |
| 1.  | Belgia   | 8 | 6     | 2     | 0     | 25     | 6      | +19    | 20  |
| 2.  | Walia    | 8 | 4     | 3     | 1     | 13     | 9      | +4     | 15  |
| 3.  | Czechy   | 8 | 4     | 2     | 2     | 14     | 9      | +5     | 14  |
| 4.  | Estonia  | 8 | 1     | 1     | 6     | 9      | 21     | −12    | 4   |
| 5.  | Białoruś | 8 | 1     | 0     | 7     | 7      | 24     | −17    | 3   |

|          | Belgia | Walia | Czechy | Białoruś | Estonia |
| -------- | ------ | ----- | ------ | -------- | ------- |
| Belgia   | X      | 3:1   | 3:0    | 8:0      | 3:1     |
| Walia    | 1:1    | X     | 1:0    | 5:1      | 0:0     |
| Czechy   | 1:1    | 2:2   | X      | 1:0      | 2:0     |
| Białoruś | 0:1    | 2:3   | 0:2    | X        | 4:2     |
| Estonia  | 2:5    | 0:1   | 2:6    | 2:0      | X       |

### Grupa F
| Lp. | Drużyna     | M  | Mecze | Mecze | Mecze | Bramki | Bramki | Bramki | Pkt |
| Lp. | Drużyna     | M  | W     | R     | P     | +      | −      | +/−    | Pkt |
| --- | ----------- | -- | ----- | ----- | ----- | ------ | ------ | ------ | --- |
| 1.  | Dania       | 10 | 9     | 0     | 1     | 27     | 3      | +24    | 27  |
| 2.  | Szkocja     | 10 | 7     | 2     | 1     | 17     | 7      | +10    | 23  |
| 3.  | Izrael      | 10 | 5     | 1     | 4     | 21     | 17     | +4     | 16  |
| 4.  | Austria     | 10 | 5     | 1     | 4     | 17     | 15     | +2     | 16  |
| 5.  | Wyspy Owcze | 10 | 1     | 1     | 8     | 6      | 20     | −14    | 4   |
| 6.  | Mołdawia    | 10 | 0     | 1     | 9     | 5      | 30     | −25    | 1   |

|             | Dania | Austria | Szkocja | Izrael | Wyspy Owcze | Mołdawia |
| ----------- | ----- | ------- | ------- | ------ | ----------- | -------- |
| Dania       | X     | 1:0     | 2:0     | 5:0    | 3:1         | 8:0      |
| Austria     | 0:4   | X       | 0:1     | 4:2    | 3:1         | 4:1      |
| Szkocja     | 2:0   | 2:2     | X       | 3:2    | 4:0         | 1:0      |
| Izrael      | 0:2   | 5:2     | 1:1     | X      | 3:2         | 2:1      |
| Wyspy Owcze | 0:1   | 0:2     | 0:1     | 0:4    | X           | 2:1      |
| Mołdawia    | 0:4   | 0:2     | 0:2     | 1:4    | 1:1         | X        |

### Grupa G
| Lp. | Drużyna    | M  | Mecze | Mecze | Mecze | Bramki | Bramki | Bramki | Pkt |
| Lp. | Drużyna    | M  | W     | R     | P     | +      | −      | +/−    | Pkt |
| --- | ---------- | -- | ----- | ----- | ----- | ------ | ------ | ------ | --- |
| 1.  | Holandia   | 10 | 7     | 2     | 1     | 33     | 8      | +25    | 23  |
| 2.  | Turcja     | 10 | 6     | 3     | 1     | 27     | 16     | +11    | 21  |
| 3.  | Norwegia   | 10 | 5     | 3     | 2     | 15     | 8      | +7     | 18  |
| 4.  | Czarnogóra | 10 | 3     | 3     | 4     | 14     | 15     | −1     | 12  |
| 5.  | Łotwa      | 10 | 2     | 3     | 5     | 11     | 14     | −3     | 9   |
| 6.  | Gibraltar  | 10 | 0     | 0     | 10    | 4      | 43     | −39    | 0   |

|            | Holandia | Turcja | Norwegia | Czarnogóra | Łotwa | Gibraltar |
| ---------- | -------- | ------ | -------- | ---------- | ----- | --------- |
| Holandia   | X        | 6:1    | 2:0      | 4:0        | 2:0   | 6:0       |
| Turcja     | 4:2      | X      | 1:1      | 2:2        | 3:3   | 6:0       |
| Norwegia   | 1:1      | 0:3    | X        | 2:0        | 0:0   | 5:1       |
| Czarnogóra | 2:2      | 1:2    | 0:1      | X          | 0:0   | 4:1       |
| Łotwa      | 0:1      | 1:2    | 0:2      | 1:2        | X     | 3:1       |
| Gibraltar  | 0:7      | 0:3    | 0:3      | 0:3        | 1:3   | X         |

### Grupa H
| Lp. | Drużyna   | M  | Mecze | Mecze | Mecze | Bramki | Bramki | Bramki | Pkt |
| Lp. | Drużyna   | M  | W     | R     | P     | +      | −      | +/−    | Pkt |
| --- | --------- | -- | ----- | ----- | ----- | ------ | ------ | ------ | --- |
| 1.  | Chorwacja | 10 | 7     | 2     | 1     | 21     | 4      | +17    | 23  |
| 2.  | Rosja     | 10 | 7     | 1     | 2     | 19     | 6      | +13    | 22  |
| 3.  | Słowacja  | 10 | 3     | 5     | 2     | 17     | 10     | +7     | 14  |
| 4.  | Słowenia  | 10 | 4     | 2     | 4     | 13     | 12     | +1     | 14  |
| 5.  | Cypr      | 10 | 1     | 2     | 7     | 4      | 21     | −17    | 5   |
| 6.  | Malta     | 10 | 1     | 2     | 7     | 9      | 30     | −21    | 5   |

|           | Chorwacja | Słowacja | Rosja | Słowenia | Cypr | Malta |
| --------- | --------- | -------- | ----- | -------- | ---- | ----- |
| Chorwacja | X         | 2:2      | 1:0   | 3:0      | 1:0  | 3:0   |
| Słowacja  | 0:1       | X        | 2:1   | 2:2      | 2:0  | 2:2   |
| Rosja     | 0:0       | 1:0      | X     | 2:1      | 6:0  | 2:0   |
| Słowenia  | 1:0       | 1:1      | 1:2   | X        | 2:1  | 1:0   |
| Cypr      | 0:3       | 0:0      | 0:2   | 1:0      | X    | 2:2   |
| Malta     | 1:7       | 0:6      | 1:3   | 0:4      | 3:0  | X     |

### Grupa I
| Lp. | Drużyna    | M  | Mecze | Mecze | Mecze | Bramki | Bramki | Bramki | Pkt |
| Lp. | Drużyna    | M  | W     | R     | P     | +      | −      | +/−    | Pkt |
| --- | ---------- | -- | ----- | ----- | ----- | ------ | ------ | ------ | --- |
| 1.  | Anglia     | 10 | 8     | 2     | 0     | 39     | 3      | +36    | 26  |
| 2.  | Polska     | 10 | 6     | 2     | 2     | 30     | 11     | +19    | 20  |
| 3.  | Albania    | 10 | 6     | 0     | 4     | 12     | 12     | 0      | 18  |
| 4.  | Węgry      | 10 | 5     | 2     | 3     | 19     | 13     | +6     | 17  |
| 5.  | Andora     | 10 | 2     | 0     | 8     | 8      | 24     | −16    | 6   |
| 6.  | San Marino | 10 | 0     | 0     | 10    | 1      | 46     | −45    | 0   |

|            | Anglia | Polska | Węgry | Albania | Andora | San Marino |
| ---------- | ------ | ------ | ----- | ------- | ------ | ---------- |
| Anglia     | X      | 2:1    | 1:1   | 5:0     | 4:0    | 5:0        |
| Polska     | 1:1    | X      | 1:2   | 4:1     | 3:0    | 5:0        |
| Węgry      | 0:4    | 3:3    | X     | 0:1     | 2:1    | 4:0        |
| Albania    | 0:2    | 0:1    | 1:0   | X       | 1:0    | 5:0        |
| Andora     | 0:5    | 1:4    | 1:4   | 0:1     | X      | 2:0        |
| San Marino | 0:10   | 1:7    | 0:3   | 0:2     | 0:3    | X          |

### Grupa J
| Lp. | Drużyna            | M  | Mecze | Mecze | Mecze | Bramki | Bramki | Bramki | Pkt |
| Lp. | Drużyna            | M  | W     | R     | P     | +      | −      | +/−    | Pkt |
| --- | ------------------ | -- | ----- | ----- | ----- | ------ | ------ | ------ | --- |
| 1.  | Niemcy             | 10 | 9     | 0     | 1     | 36     | 4      | +32    | 27  |
| 2.  | Macedonia Północna | 10 | 5     | 3     | 2     | 23     | 11     | +12    | 18  |
| 3.  | Rumunia            | 10 | 5     | 2     | 3     | 13     | 8      | +5     | 17  |
| 4.  | Armenia            | 10 | 3     | 3     | 4     | 9      | 20     | −11    | 12  |
| 5.  | Islandia           | 10 | 2     | 3     | 5     | 12     | 18     | −6     | 9   |
| 6.  | Liechtenstein      | 10 | 0     | 1     | 9     | 2      | 34     | −32    | 1   |

|                    | Niemcy | Rumunia | Islandia | Macedonia Północna | Armenia | Liechtenstein |
| ------------------ | ------ | ------- | -------- | ------------------ | ------- | ------------- |
| Niemcy             | X      | 2:1     | 3:0      | 1:2                | 6:0     | 9:0           |
| Rumunia            | 0:1    | X       | 0:0      | 3:2                | 1:0     | 2:0           |
| Islandia           | 0:4    | 0:2     | X        | 2:2                | 1:1     | 4:0           |
| Macedonia Północna | 0:4    | 0:0     | 3:1      | X                  | 0:0     | 5:0           |
| Armenia            | 1:4    | 3:2     | 2:0      | 0:5                | X       | 1:1           |
| Liechtenstein      | 0:2    | 0:2     | 1:4      | 0:4                | 0:1     | X             |

## Baraże
W barażach o mundial zagrało dziesięć drużyn z drugich miejsc oraz dwaj zwycięzcy grup Ligi Narodów 2020/2021, którzy nie awansowali do turnieju bezpośrednio z pierwszego miejsca w grupie. Baraże rozgrywane były systemem pucharowym. Sześć drużyn które uzyskały najlepsze wyniki w eliminacjach było rozstawionych, przy czym kolejność rozstawienia w drabince pucharowej była losowa, zaś w wynikach reprezentacji z grup z udziałem 6 drużyn pomijane były wyniki meczów przeciwko drużynom z ostatniego miejsca w grupie. Do nich zostały dolosowane pozostałe zespoły z dwunastki. W ten sposób wyznaczone zostały pary pierwszej rundy oraz możliwe pary drugiej rundy. W każdej rundzie o zwycięstwie zadecydował tylko jeden mecz. W pierwszej rundzie był on rozegrany na terenie drużyny rozstawionej, a w drugiej rundzie miejsca spotkań zostały wylosowane. Losowanie baraży odbyło się 26 listopada 2021 roku.
Tak więc w wyniku rozstawienia i losowań powstały trzy grupy po cztery zespoły tworzące trzy ścieżki dojścia do turnieju finałowego w Katarze. W każdej grupie odbyły się dwa mecze półfinałowe (pierwszej rundy) i jeden mecz finałowy (drugiej rundy). Mecze półfinałowe odbyły się 24–25 marca, a mecze finałowe 28–29 marca 2022 roku (z powodu inwazji Rosji na Ukrainę mecze barażowe z udziałem kadry narodowej Ukrainy odbyły się dopiero w czerwcu).

### Drużyny

#### Klasyfikacja drużyn z drugich miejsc
| Lp. | Drużyna            | M | Mecze | Mecze | Mecze | Bramki | Bramki | Bramki | Pkt |
| Lp. | Drużyna            | M | W     | R     | P     | +      | −      | +/−    | Pkt |
| --- | ------------------ | - | ----- | ----- | ----- | ------ | ------ | ------ | --- |
| 1.  | Portugalia         | 8 | 5     | 2     | 1     | 17     | 6      | +11    | 17  |
| 2.  | Szkocja            | 8 | 5     | 2     | 1     | 14     | 7      | +7     | 17  |
| 3.  | Włochy             | 8 | 4     | 4     | 0     | 13     | 2      | +11    | 16  |
| 4.  | Rosja              | 8 | 5     | 1     | 2     | 14     | 5      | +9     | 16  |
| 5.  | Szwecja            | 8 | 5     | 0     | 3     | 12     | 6      | +6     | 15  |
| 6.  | Walia              | 8 | 4     | 3     | 1     | 14     | 9      | +5     | 15  |
| 7.  | Turcja             | 8 | 4     | 3     | 1     | 18     | 16     | +2     | 15  |
| 8.  | Polska             | 8 | 4     | 2     | 2     | 18     | 10     | +8     | 14  |
| 9.  | Macedonia Północna | 8 | 3     | 3     | 2     | 14     | 11     | +3     | 12  |
| 10. | Ukraina            | 8 | 2     | 6     | 0     | 11     | 8      | +3     | 12  |

#### Ranking zwycięzców grup Ligi Narodów
| Dywizja A |             |
| złoto     | Francja     |
| srebro    | Hiszpania   |
| brąz      | Włochy      |
| 4.        | Belgia      |
| Dywizja B |             |
| 17.       | Walia       |
| 18.       | Austria     |
| 19.       | Czechy      |
| 20.       | Węgry       |
| Dywizja C |             |
| 33.       | Słowenia    |
| 34.       | Czarnogóra  |
| 35.       | Albania     |
| 36.       | Armenia     |
| Dywizja D |             |
| 49.       | Gibraltar   |
| 50.       | Wyspy Owcze |

#### Ścieżka A
| Drużyna 1 | Wynik     | Drużyna 2 |           |           |           |
| Półfinały | Półfinały | Półfinały | Półfinały | Półfinały | Półfinały |
| --------- | --------- | --------- | --------- | --------- | --------- |
| Szkocja   | 1:3       | Ukraina   |           |           |           |
| Walia     | 2:1       | Austria   |           |           |           |
| Finał     |           |           |           |           |           |
| Walia     | 1:0       | Ukraina   |           |           |           |

#### Ścieżka B
| Drużyna 1 | Wynik       | Drużyna 2 |           |           |           |
| Półfinały | Półfinały   | Półfinały | Półfinały | Półfinały | Półfinały |
| --------- | ----------- | --------- | --------- | --------- | --------- |
| Rosja     | wo.         | Polska    |           |           |           |
| Szwecja   | 1:0 (dogr.) | Czechy    |           |           |           |
| Finał     |             |           |           |           |           |
| Polska    | 2:0         | Szwecja   |           |           |           |

#### Ścieżka C
| Drużyna 1  | Wynik     | Drużyna 2          |           |           |           |
| Półfinały  | Półfinały | Półfinały          | Półfinały | Półfinały | Półfinały |
| ---------- | --------- | ------------------ | --------- | --------- | --------- |
| Włochy     | 0:1       | Macedonia Północna |           |           |           |
| Portugalia | 3:1       | Turcja             |           |           |           |
| Finał      |           |                    |           |           |           |
| Portugalia | 2:0       | Macedonia Północna |           |           |           |

## Strzelcy

### 12 goli
- Harry Kane
- Memphis Depay

### 9 goli
- Robert Lewandowski

### 8 goli
- Eran Zahawi
- Aleksandar Mitirović

### 6 goli
- Teemu Pukki
- Antoine Griezmann
- Munis Dabbur
- Cristiano Ronaldo
- Burak Yılmaz

### 5 goli
- Marko Arnautović
- Romelu Lukaku
- Joakim Mæhle
- Andreas Skov Olsen
- Kylian Mbappé
- Gerson Rodrigues
- Aleksandar Trajkowski
- Serge Gnabry
- İlkay Gündoğan
- Timo Werner
- Erling Braut Håland
- Adam Buksa
- Karol Świderski
- Diogo Jota
- Gareth Bale

### 4 gole
- Emin Mahmudov
- Harry Maguire
- Fatos Beqiraj
- Chwicza Kwaracchelia
- Ferran Torres
- Davy Klaassen
- Enis Bardhi
- Elif Ełmas
- Leroy Sané
- Dušan Vlahović
- Ondrej Duda
- Josip Iličić
- Lyndon Dykes
- John McGinn
- Alexander Isak
- Roman Jaremczuk

### 3 gole
- Armando Broja
- Marc Vales
- Bukayo Saka
- Christoph Baumgartner
- Saša Kalajdžić
- Hans Vanaken
- Witalij Lisakowicz
- Stevan Jovetić
- Luka Modrić
- Mario Pašalić
- Ivan Perišić
- Tomáš Souček
- Henri Anier
- Erik Sorga
- Karim Benzema
- Anastasios Bakasetas
- Luuk de Jong
- Donyell Malen
- Callum Robinson
- Dor Peretz
- Vedat Muriqi
- Vladislavs Gutkovskis
- Ezǵan Alioski
- Ion Nicolăescu
- Kai Havertz
- Thomas Müller
- Mohamed Elyounoussi
- Alexander Sørloth
- Kristian Thorstvedt
- Bruno Fernandes
- Artiom Dziuba
- Aleksandr Jerochin
- Che Adams
- Breel Embolo
- Robin Quaison
- Kerem Aktürkoğlu
- Hakan Çalhanoğlu
- Halil Dervişoğlu
- Andrij Jarmołenko
- Aaron Ramsey
- Dániel Gazdag
- Roland Sallai
- Ádám Szalai
- Klæmint Olsen

### 2 gole
- Rey Manaj
- Myrto Uzuni
- Marc Pujol
- Tammy Abraham
- Dominic Calvert-Lewin
- Jesse Lingard
- Raheem Sterling
- James Ward-Prowse
- Tigran Barseghian
- Henrich Mychitarian
- Marcel Sabitzer
- Louis Schaub
- Christian Benteke
- Kevin De Bruyne
- Thorgan Hazard
- Dennis Praet
- Leandro Trossard
- Luka Menalo
- Miralem Pjanić
- Smail Prevljak
- Kirił Despodow
- Todor Nedelew
- Andrej Kramarić
- Marko Livaja
- Lovro Majer
- Adam Marušić
- Antonín Barák
- Patrik Schick
- Mikkel Damsgaard
- Kasper Dolberg
- Simon Kjær
- Jonas Wind
- Reece Styche
- Álvaro Morata
- Dani Olmo
- Pablo Sarabia
- Carlos Soler
- Steven Berghuis
- Georginio Wijnaldum
- Shane Duffy
- Chiedozie Ogbene
- Conor Washington
- Andri Guðjohnsen
- Albert Guðmundsson
- Manor Solomon
- Szon Weissman
- Rusłan Waliułlin
- Fedor Černych
- Roberts Uldriķis
- Darko Wełkowski
- Cain Attard
- Joseph Mbong
- Jonas Hofmann
- Marco Reus
- Kamil Jóźwiak
- Karol Linetty
- Krzysztof Piątek
- João Palhinha
- Mário Figueira Fernandes
- Fiodor Smołow
- Alexandru Cicâldău
- Ianis Hagi
- Dennis Man
- Dušan Tadić
- Albert Rusnák
- Ivan Schranz
- Milan Škriniar
- David Strelec
- Sandi Lovrić
- Miha Zajc
- Ryan Fraser
- Steven Zuber
- Viktor Claesson
- Emil Forsberg
- Serdar Dursun
- Kenan Karaman
- Ozan Tufan
- Cengiz Ünder
- Artem Dowbyk
- Daniel James
- Kieffer Moore
- Dominik Szoboszlai
- Giovanni Di Lorenzo
- Ciro Immobile
- Moise Kean

### 1 gol
- Endri Çekiçi
- Sokol Cikalleshi
- Elseid Hysaj
- Qazim Laçi
- Ermir Lenjani
- Ricardo Fernandez
- Max Llovera
- Sergi Moreno
- Ben Chilwell
- Jack Grealish
- Jordan Henderson
- Tyrone Mings
- Mason Mount
- Declan Rice
- Emile Smith Rowe
- John Stones
- Ollie Watkins
- Choren Bajramjan
- Warazdat Harojan
- Kamo Howhannisjan
- Eduard Spercjan
- Aleksandar Dragović
- Konrad Laimer
- Dejan Ljubicic
- Christopher Trimmel
- Azər Salahlı
- Michy Batshuayi
- Yannick Carrasco
- Jérémy Doku
- Thomas Foket
- Eden Hazard
- Alexis Saelemaekers
- Axel Witsel
- Witalij Lisakowicz
- Arciom Kancawy
- Juryj Kiendysz
- Pawieł Sawicki
- Pawieł Siadźko
- Anel Ahmedhodžić
- Edin Džeko
- Miroslav Stevanović
- Iwajło Czoczew
- Atanas Iliew
- Josip Brekalo
- Marcelo Brozović
- Duje Ćaleta-Car
- Joško Gvardiol
- Nikola Vlašić
- Andronikos Kakulis
- Fotios Papulis
- Joanis Pitas
- Pieros Sotiriu
- Risto Radunović
- Marko Simić
- Žarko Tomašević
- Nikola Vujnović
- Ilija Vukotić
- Jakub Brabec
- Adam Hložek
- Jakub Jankto
- Jakub Pešek
- Lukáš Provod
- Jan Sýkora
- Martin Braithwaite
- Jacob Bruun Larsen
- Andreas Cornelius
- Thomas Delaney
- Pierre Højbjerg
- Marcus Ingvartsen
- Mathias Jensen
- Christian Nørgaard
- Yussuf Poulsen
- Robert Skov
- Jens Stryger Larsen
- Daniel Wass
- Mattias Käit
- Rauno Sappinen
- Sergei Zenjov
- Marcus Forss
- Robin Lod
- Daniel O’Shaughnessy
- Joel Pohjanpalo
- Ousmane Dembélé
- Anthony Martial
- Adrien Rabiot
- Tjay De Barr
- Liam Walker
- Anastasios Duwikas
- Jorgos Masuras
- Wangelis Pawlidis
- Dimitris Pelkas
- Zuriko Davitashvili
- Tornike Okriaszwili
- José Gayà
- Pablo Fornals
- Gerard Moreno
- Steven Bergwijn
- Denzel Dumfries
- Cody Gakpo
- Arnaut Groeneveld
- Guus Til
- Donny van de Beek
- Virgil van Dijk
- Alan Browne
- James Collins
- John Egan
- Daniel Ballard
- Shayne Lavery
- Paddy McNair
- Birkir Bjarnason
- Brynjar Ingi Bjarnason
- Stefán Þórðarsson
- Jón Dagur Þorsteinsson
- Ísak Bergmann Jóhannesson
- Victor Pálsson
- Birkir Sævarsson
- Rúnar Már Sigurjónsson
- Nir Biton
- Bibras Natcho
- Isłambek Kuat
- Serykżan Mużykow
- Baktijar Zajnutdinow
- Besar Halimi
- Amir Rrahmani
- Noah Frick
- Yanik Frick
- Rolandas Baravykas
- Justas Lasickas
- Mica Pinto
- Olivier Thill
- Sébastien Thill
- Andrejs Cigaņiks
- Dāvis Ikaunieks
- Jānis Ikaunieks
- Raimonds Krollis
- Roberts Savaļnieks
- Arijan Ademi
- Darko Czurlinow
- Ilija Nestorowski
- Boban Nikołow
- Goran Pandew
- Miłan Ristowski
- Jurgen Degabriele
- Luke Gambin
- Zach Muscat
- Alexander Satariano
- Cătălin Carp
- Nicolae Milinceanu
- Karim Adeyemi
- Ridle Baku
- Leon Goretzka
- Jamal Musiala
- Antonio Rüdiger
- Jonas Svensson
- Tomasz Kędziora
- Grzegorz Krychowiak
- Arkadiusz Milik
- Jakub Moder
- Damian Szymański
- Piotr Zieliński
- Matheus Nunes
- Otávio
- Renato Sanches
- André Silva
- Bernardo Silva
- Zielimchan Bakajew
- Igor Diwiejew
- Gieorgij Dżykija
- Andriej Mostowoj
- Aleksandr Sobolew
- Aleksiej Sutormin
- Anton Zabołotny
- Rifat Żemaletdinow
- Nicușor Bancu
- Cristian Manea
- Valentin Mihăilă
- Alexandru Mitriță
- Nicolae Stanciu
- Florin Tănase
- Alin Toșca
- Nicola Nanni
- Filip Kostić
- Nikola Milenković
- Sergej Milinković-Savić
- Róbert Boženík
- Vernon De Marco
- Lukáš Haraslín
- Martin Koscelník
- Róbert Mak
- Adam Gnezda Čerin
- Miha Mevlja
- Benjamin Šeško
- Andraž Šporar
- Petar Stojanović
- Grant Hanley
- Callum McGregor
- Scott McTominay
- Nathan Patterson
- John Souttar
- Christian Fassnacht
- Remo Freuler
- Mario Gavranović
- Cedric Itten
- Noah Okafor
- Haris Seferović
- Xherdan Shaqiri
- Renato Steffen
- Ruben Vargas
- Silvan Widmer
- Ludwig Augustinsson
- Sebastian Larsson
- Merih Demiral
- Orkun Kökçü
- Mert Müldür
- Çağlar Söyüncü
- Yusuf Yazıcı
- Júnior Moraes
- Danyło Sikan
- Serhij Sydorczuk
- Mykoła Szaparenko
- Ołeksandr Zinczenko
- Ben Davies
- Connor Roberts
- Neco Williams
- Harry Wilson
- Endre Botka
- Attila Fiola
- László Kleinheisler
- Loïc Négo
- Nemanja Nikolić
- Willi Orbán
- András Schäfer
- Bálint Vécsei
- Andrea Belotti
- Domenico Berardi
- Federico Chiesa
- Manuel Locatelli
- Giacomo Raspadori
- Stefano Sensi
- Sonni Nattestad
- Meinhard Olsen
- Sølvi Vatnhamar
- Heini Vatnsdal

### Gole samobójcze
- Maksim Medvedev (dla Portugalii)
- Marcelo Brozović (dla Malty)
- Otar Kakabadze (dla Grecji)
- Siergiej Mały (dla Francji)
- Noah Frommelt (dla Armenii)
- Maximilian Göppel (dla Niemiec)
- Daniel Kaufmann (dla Niemiec)
- Benas Šatkus (dla Irlandii Północnej)
- Edgaras Utkus (dla Włoch)
- Maxime Chanot (dla Serbii)
- Fiodor Kudriaszow (dla Chorwacji)
- Cristian Brolli (dla Polski)
- Filippo Fabbri (dla Anglii)
- Nikola Milenković (dla Irlandii)
- Milan Škriniar (dla Rosji)
- Merih Demiral (dla Łotwy)
- Andrij Jarmołenko (dla Walii)
- Ben Davies (dla Austrii)
- Danny Ward (dla Czech)